# 淑女超特急 (1941年の映画)
『淑女超特急』（しゅくじょちょうとっきゅう、原題=That Uncertain Feeling）は、アメリカ合衆国のコメディ映画。日本では劇場未公開となっている。

## キャスト
- ジル・ベイカー：マール・オベロン
- ラリー：メルヴィン・ダグラス
- アレクサンダー：バージェス・メレディス
- ジョーンズ：ハリー・ダヴェンポート